# Militärflugplatz Woensdrecht

i7
i11
i13
Der Militärflugplatz Woensdrecht (niederländisch Vliegbasis Woensdrecht, englisch Woensdrecht Air Base, IATA-Code: WOE, ICAO-Code: EHWO) ist ein Militärflugplatz der niederländischen Luftstreitkräfte. Die Basis liegt in der Provinz Nordbrabant östlich der namensgebenden Gemeinde Woensdrecht zum größten Teil auf der Gemarkung des Ortes Hoogerheide. Sie dient den niederländischen Streitkräften (KLu) heute insbesondere als Trainingsstützpunkt. Am Platz befindet sich auch ein ziviler Flugzeuginstandhaltungsbetrieb.

## Geschichte
Der Flugplatz Woensdrecht wurde 1934 als Segelflug- und Flugschulfeld der Königlichen Luftmacht der Niederlande eröffnet.
Nach der Besetzung der Niederlande durch die deutsche Wehrmacht wurde die Basis von der Luftwaffe bombardiert und im weiteren Verlauf des Zweiten Weltkrieges als Fliegerhorst genutzt. Hier lagen unter anderem Jagdgruppen verschiedener Geschwader. Hierzu gehörten zwei Staffeln der I. Gruppe des Jagdgeschwaders 52 (I./JG 52) im Frühjahr 1941, verschiedene Staffeln der II. Gruppe des Jagdgeschwaders 1 (JG 1) zwischen Januar 1942 und Sommer 1943 und die komplette I. Gruppe des Jagdgeschwaders 26 (I./JG 26) im Sommer 1943. Die Staffeln waren anfangs mit Bf 109 ausgerüstet, später auch mit Fw 190.
Nach Befreiung der Gegend im Dezember 1944 durch die Alliierten wurde der Flugplatz bis nach Kriegsende als Advanced Landing Ground ALG B-79 von der britischen Royal Air Force betrieben. Hier lagen unter anderem im Januar/Februar 1945 die von Niederländern geflogenen Spitfire XVIe der 322. Squadron.
Nach Kriegsende wurde die Basis erneut ein Trainingsflugplatz der Niederlande.

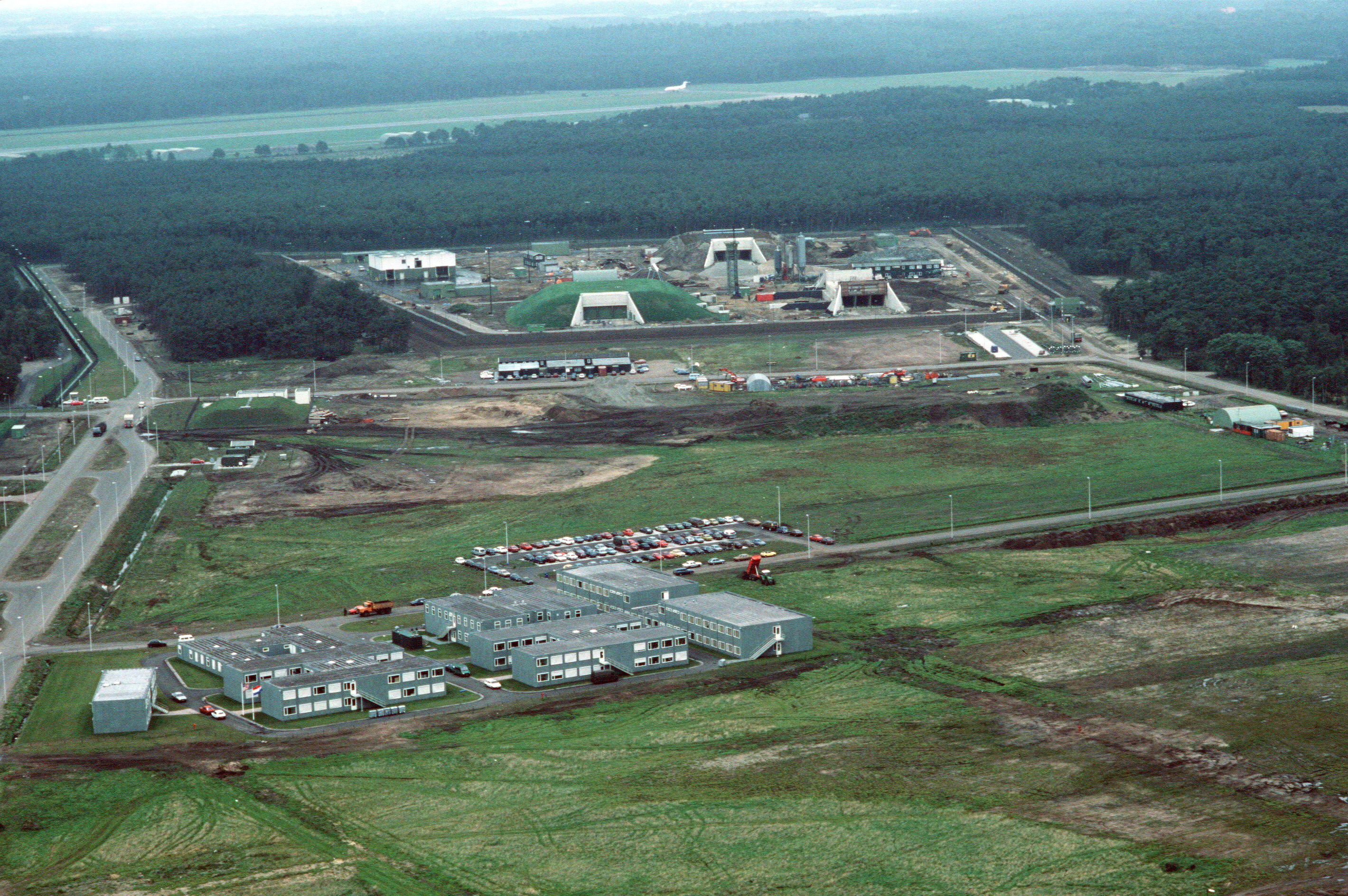
Die GLCM Alert and Maintenance Area (GAMA) auf dem Stützpunkt Woensdrecht Air Station mit den drei Ready Storage Shelter (RSS) für 48 Marschflugkörper

Nach dem NATO-Doppelbeschluss entschied das Bündnis 1983, 48 bodengestützte Marschflugkörper, die mit Nukleargefechtsköpfen ausgerüstet werden sollten, auf der Woensdrecht Air Station zu stationieren. Der Betrieb sollte durch das 486th Tactical Missile Wing der 17. US-Luftflotte erfolgen, letztere hatte ihr Hauptquartier in pfälzischen Sembach. Nachdem der Flugplatz zur Aufnahme der BGM-109G Gryphon-Marschflugkörper und den 1100 Mann des Geschwaders vorbereitet worden war, wurde 1987 der INF-Vertrag geschlossen, so dass es zu keiner Raketen-Stationierung mehr kam.

## Militärische Nutzung

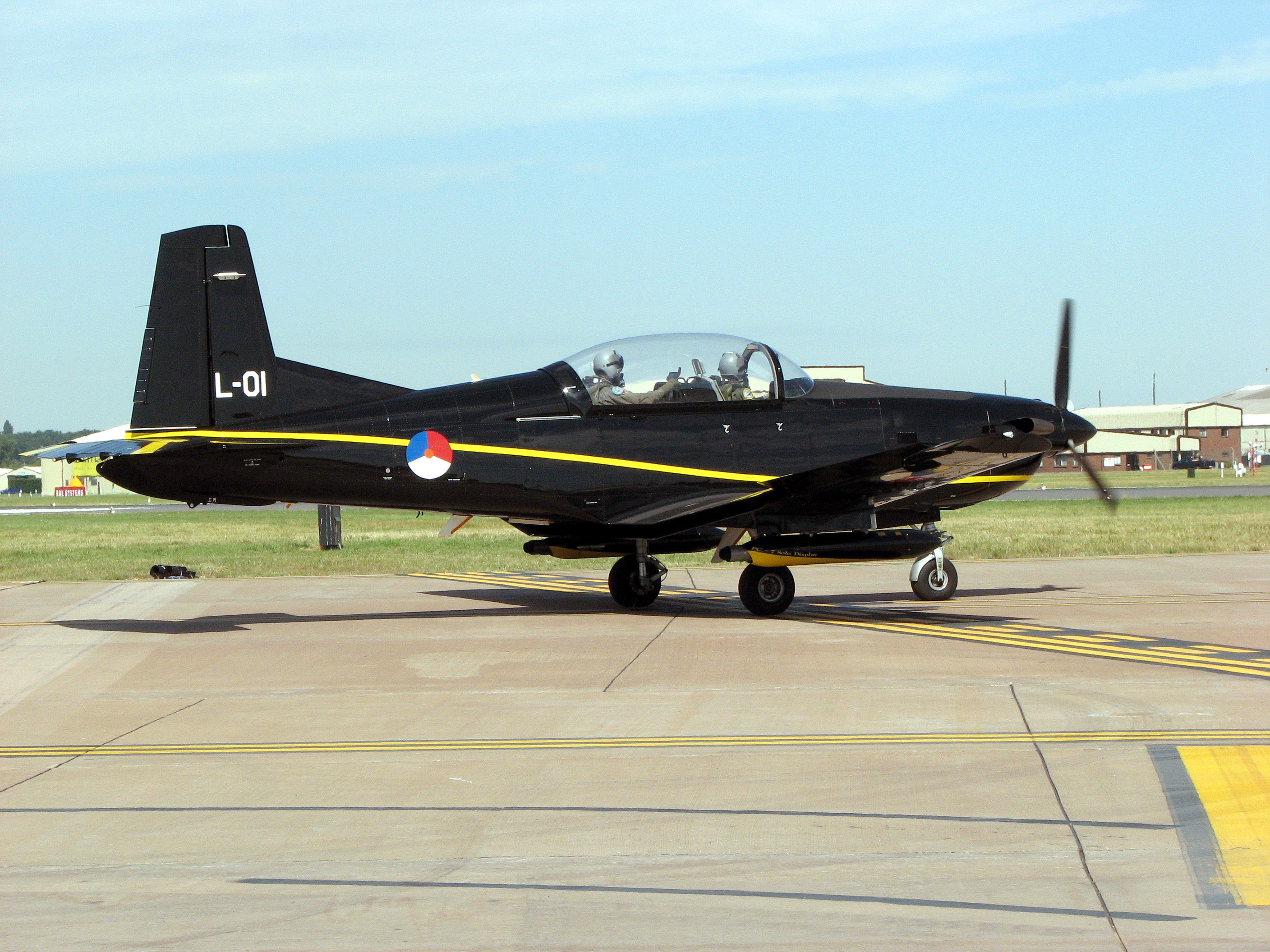
PC-7, aufgenommen beim "RIAT" in RAF Fairford, 2006

Die Basis wird zurzeit (2014) von einer fliegenden Staffel genutzt:
- 131. (EMVO) Squadron, ausgerüstet mit Pilatus PC-7 Schulflugzeugen zur Basisausbildung, als Teil der Militärschule der Luftstreitkräfte

Zu ihr gehören noch weitere nichtfliegende Einheiten und darüber hinaus befinden sich der meteorologische Dienst und das Logistikzentrum in Woensdrecht.

## Zivile Nutzung
Der Militärflugplatz wird von der Firma Fokker Services zur Flugzeugwartung genutzt. Sie ist auf Flugzeuge der Firma Fokker spezialisiert.